# Boba Stefanović
Slobodan - Boba Stefanović (Beograd, 21. svibnja 1946. — Beograd, 9. veljače 2015.) bio je srbijanski pjevač, skladatelj zabavne glazbe i glumac.

## Životopis
Rodjen je 21. svibnja 1946. u Beogradu, u Molerovoj ulici na Čuburi. Još u najranijem djetinjstvu pokazuje veliki talent za slikanje i glazbu, a kako je u susjedstvu 1958. otvoreno amatersko kazalište „Dadov“, Boba tu pronalazi svoj svijet. Sam je naučio svirati veliki broj glazbenih instrumenata, a neke od njegovih najlepših pjesama je sam napisao.

Diplomirao je na Fakultetu dramskih umjetnosti, odsjek Filmska i TV organizacija i apsolvirao je na Likovnoj akademiji

## Karijera
Bogatu glazbenu karijeru Boba Stefanović započeo je 1962. godine u vokalno-instrumentalnom sastavu Zlatni dečaci prvo kao gitarista, a kasnije i pjevač. Prvi put profesionalno nastupa u klubu „Euridika“, sa samo 15 godina i od tada se nižu samo hitovi. „Čudna devojka“, njegova prva zlatna ploča, oduševila je i nove generacije u filmu Lajanje na zvezde. Bila je to prva faza Stefanovićeve karijere. Kasnije ih je bilo još pet, onih važnijih: Aleksandar Korać i vrijeme festivalskih šlagera („Obriši suze, draga“); Boba i Džezbal (tako se u to vrijeme zvala igračka skupina Lokice Stefanović, Boba u muško-ženskoj grupi „One i oni“ u kojoj su osim njega nastupali Minja Subota, Lidija Kodrič i Daliborka Stojišić; Stefan Boba kao zvijezda njemačkog „Bellaphon Recordsa“ i najzad - Boba i Bobete. Jedno vrijeme, oko petnaest godina, je držao školu pjevanja pop i rock glazbe, a posljednjih godina života najviše vremena provodio je slikajući. Povremeno je prihvatao i pozive za nastupe. Umro je u Beogradu 9. veljače 2015. godine.

## Nagrade
Nosilac je velikog broja domaćih i međunarodnih priznanja. Neke od njih su:
- Nagrada za najbolju interpretaciju „Beogradsko proleće“ 1969.godine
- Prva nagrada na festivalu „Beogradsko proleće“ 1970.godine
- Prva nagrada na festivalu „Zlatni Orfej“, Sunčev Breg, Bugarska[5]
- Prva nagrada na festivalu „Zlatni jelen“,Brašov, Rumunjska

## Diskografija
- 1962./1967.  "Zlatni Dečaci"
- 1967. Kraj leta
- 1968. Dvoje starih - ("Beogradsko proleće")
- 1969. Đurđa
- 1969. Moje srce kuca za tebe ("Pesma leta'69.")(A3) V/A PGP RTB
- 1969. Smem li da ti kažem
- 1969. Oprosti ("Beogradsko proleće" (nagrada za interpretaciju)
- 1970. Obriši suze draga (A)("Beogradsko proleće '70." 1.nagrada publike) - Kada te nema (B), 5 x "Zlatna ploča"[6]
- 1970. Moja stara gitara (A) - Hvala ti što postojiš (B), PGP RTB
- 1970. Svako mora imat nekog (A)("Opatija"'70.) - Daj mi daj (B)[6]
- 1970. Za tvoju ljubav (A)(Split '70.)
- 1971. Bolno srce plače (A)(Beogradsko proleće '71.)- Moja ljubljena (B)[6]
- 1972. Čuvaj se vatre (A)(Beogradsko proleće '72.) - Budi samo moja (B)[6]
- 1972. Klečim i molim (A) (Skoplje '72.)(B)
- 1972. Ljubica (A)- Tvoj prvi ples (B)[6]
- 1972. Za tvoju ljubav živim (A)(VŠS '72.) - Jedna crnka dugokosa (B)[6]
- 1973. Bez tebe ne mogu (A)(VŠS '73.)
- 1973. Mari, Mari (A)(Beogradsko proleće '73.) - Oprosti mi, Mari (B)[6]
- 1973. Piši mi (A)(Opatija '73.) - Kome da dam (B)[6]
- 1974. Koliko te volim (A)(Hit parada '74.) (B)
- 1974. Vrati mi snove za dvoje (A)(Beogradsko proleće '74.) - Nema, nema nje (B)[6]
- 1975. Kažu mi da još si uvek sama,(A)(Hit parada '75.) - Jedna noć sa tobom (B)[6]
- 1975. Ruže (A)(Opatija '75.) - Oči drage žene (B)[6]
- 1975. Vodite me njoj (A)(Beogradsko proleće '75.) (B)
- 1975. Was willst Du den allein in siebten Himmel (A) - Ich hab' mein Ziel gefunden (B)[7]
- 1976. Ona, ona, ona (A)(Beogradsko proleće '76.) - Ja bih hteo (B)[6]
- 1976. Autoportret (LP)(Compilation)[6]
- 1977. Hiljadu mandolina (A)(Beogradsko proleće '77.) - Čovek sa gitarom (B)[6]
- 1977. Živim tako sam (A)- Ne mogu bez tebe (B)[6]
- 1978. A onda šta (Biljana i Boba) (A) (B)
- 1978. Da li si noćas sama (A)(Beogradsko proleće '78.) - Kad bi znala (B)[6]
- 1978. U Super Salonu (A)- Vrati se ljubavi(B)[6]
- 1979. Boba (LP)[6]
- 1983. Tornado (LP)[6]
- 1987. MESAM - Nena
- 1988. Evergreen Man (LP)[6]
- 1989. Makfest - Moja nečija palavka
- 1998. Hitovi (CD)(Compilation)[6]
- 2010. Budva - Moja crna orhideja

## Filmografija
Tijekom karijere, Boba je pisao glazbu za više filmova, pjevao naslovne pjesme, ali je u nekima od njih i glumio. Snimio je samostalno ili učestvovao s kolegama u velikom broju TV show programa.
- Srećni ljudi (TV Serija) - Pjeva pjesmu „Srećni ljudi“ s Ekstra Neno][8]
- 1986. Lepota poroka - Gitarist[8]
- 1978. Najlepše godine (TV Movie)[8]
- 1976. Čast mi je pozvati vas (TV Series) Boba - Episode #1.1 (1976)[8]
- 1973. Beogradsko proleće, drugi deo (TV film)- Pevac[8]
- 1972. Obraz uz obraz (TV Series)- Boba - Epizoda #1.4 (1972.)[8]
- 1978. Portret kompozitora Darka Kraljića (TV film)[8]

## Vanjske poveznice
- Boba Stefanović je bio naš najveći scenski šarmer („Politika“, 11. veljače 2015.)